# Maniola emihispulla
Maniola emihispulla är en fjärilsart som beskrevs av Ruggero Verity 1919. Maniola emihispulla ingår i släktet Maniola och familjen praktfjärilar. Inga underarter finns listade i Catalogue of Life.